# Gatesville (Texas)
Gatesville é uma cidade localizada no estado norte-americano de Texas, no Condado de Coryell.

## Demografia
Segundo o censo norte-americano de 2000, a sua população era de 15.591 habitantes.
Em 2006, foi estimada uma população de 15.489, um decréscimo de 102 (-0.7%).

## Geografia
De acordo com o United States Census Bureau tem uma área de
22,5 km², dos quais 22,5 km² cobertos por terra e 0,0 km² cobertos por água.

## Localidades na vizinhança
O diagrama seguinte representa as localidades num raio de 36 km ao redor de Gatesville.